# 雙重角色異裝癖
雙重角色異裝（英語：Dual-role transvestism）是心理學家和醫生用來描述穿著異性服飾以暫時體驗異性的人，但沒有性動機或想要性別重置手術的正式診斷。《國際疾病與相關健康問題統計分類》第十版列出了「雙重角色異裝」的三個診斷標準（F64.1）。
被診斷患有雙重角色異裝的人不應該同時擁有戀物性異裝的診斷（F65.1）。
《国际疾病分类手册第十一版》(ICD-11)区分了与公共卫生和临床精神病理学相关的病症和仅反映私人行为的病症，贴上这样的标签对公共卫生监测或卫生服务没有任何实质意义上的贡献，并且可能对被贴上标签的个人造成伤害，双重角色异装癖现已被删除，只有在伴有明显的痛苦，而这种痛苦并不完全是由于其他人（如伴侣、家庭、社会）拒绝或担心拒绝这种兴奋模式，或有重大的伤害或死亡风险，才可以被诊断为涉及自身或自愿对象的性欲倒错障碍。